# Blátka
Blátka je přírodní rezervace poblíž obce Určice v okrese Prostějov. Oblast spravuje Krajský úřad Olomouckého kraje.

## Předmět ochrany
Důvodem ochrany je lokalita řady chráněných druhů rostlin

## Fotogalerie

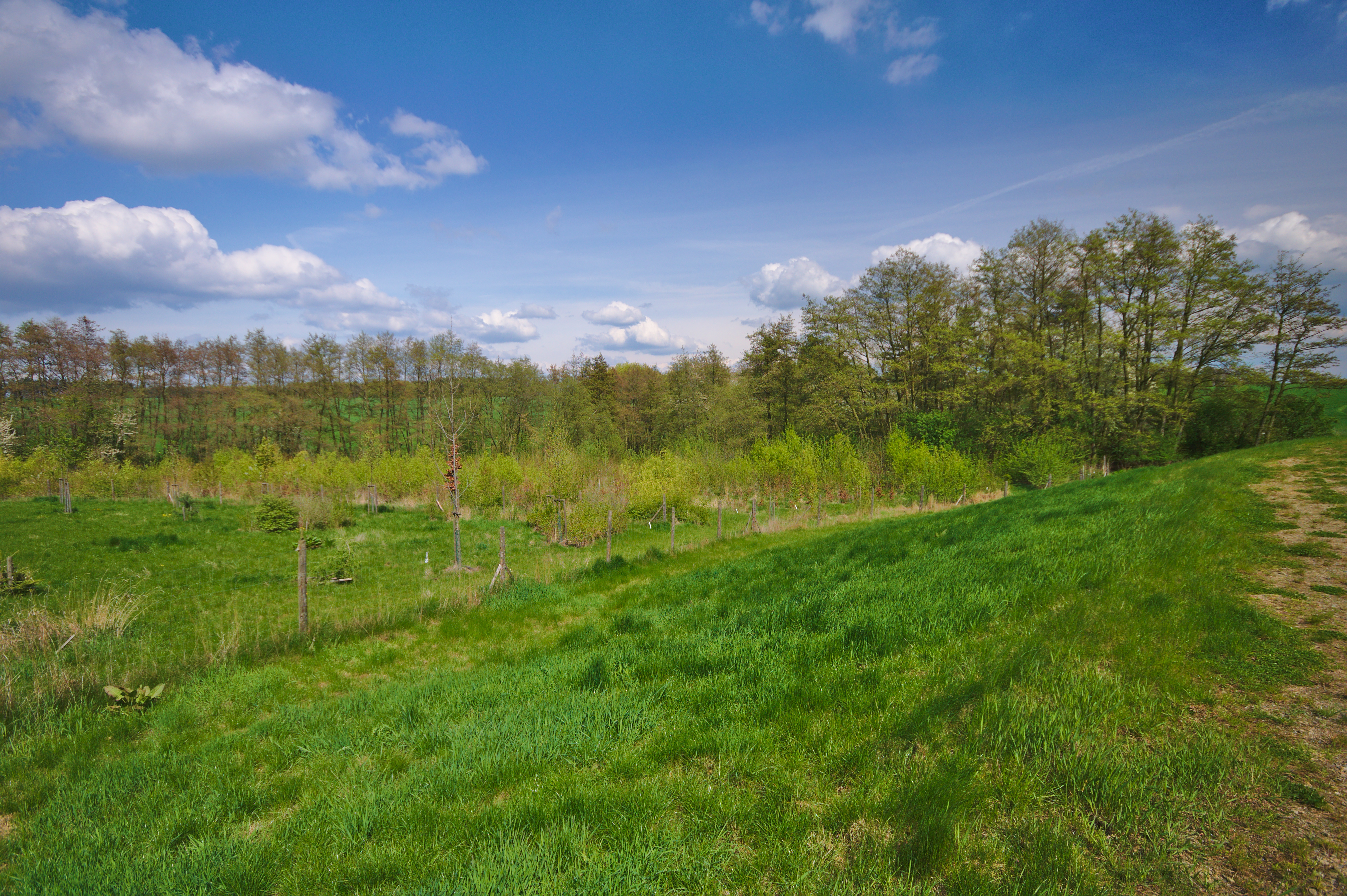
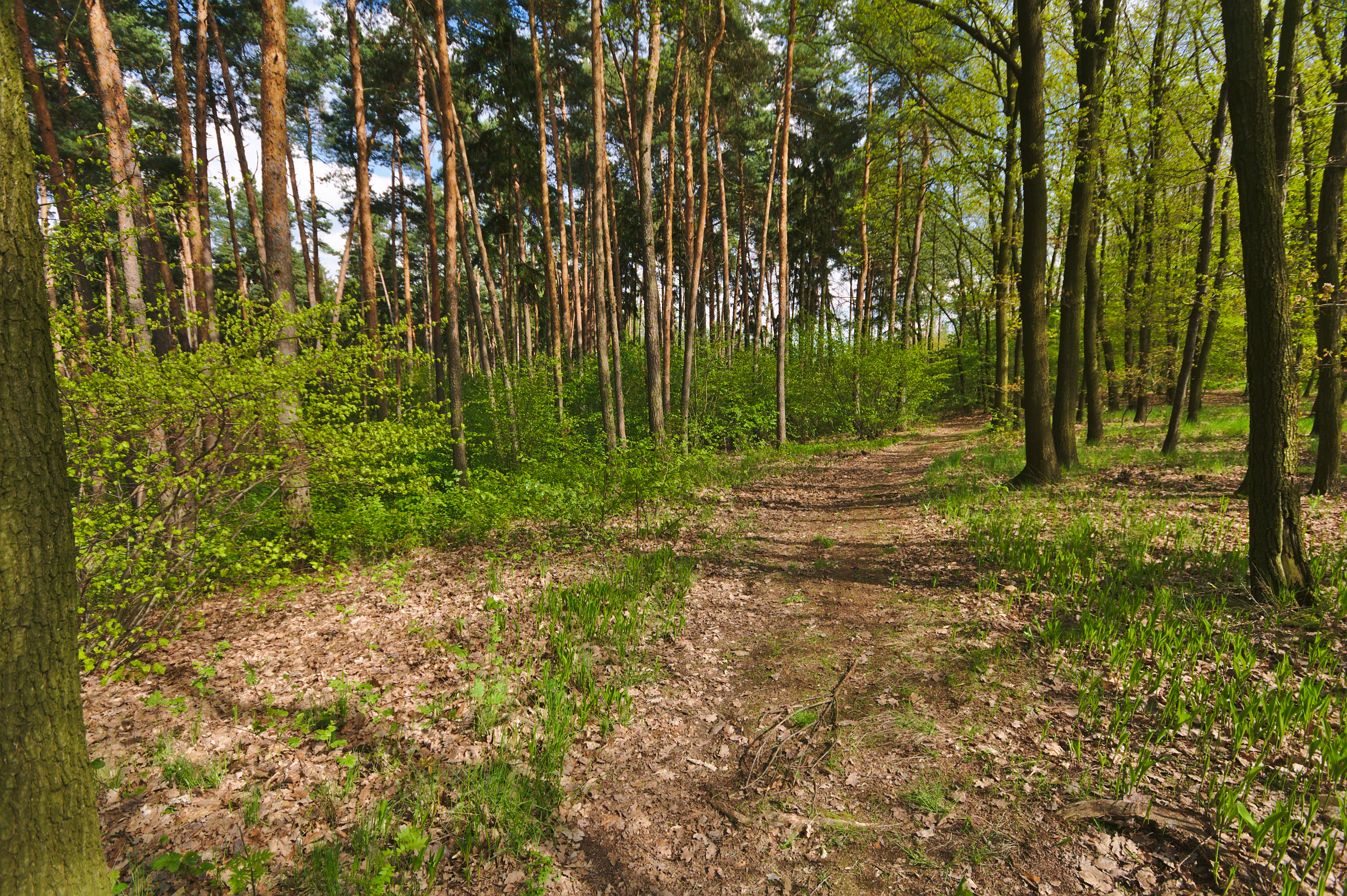
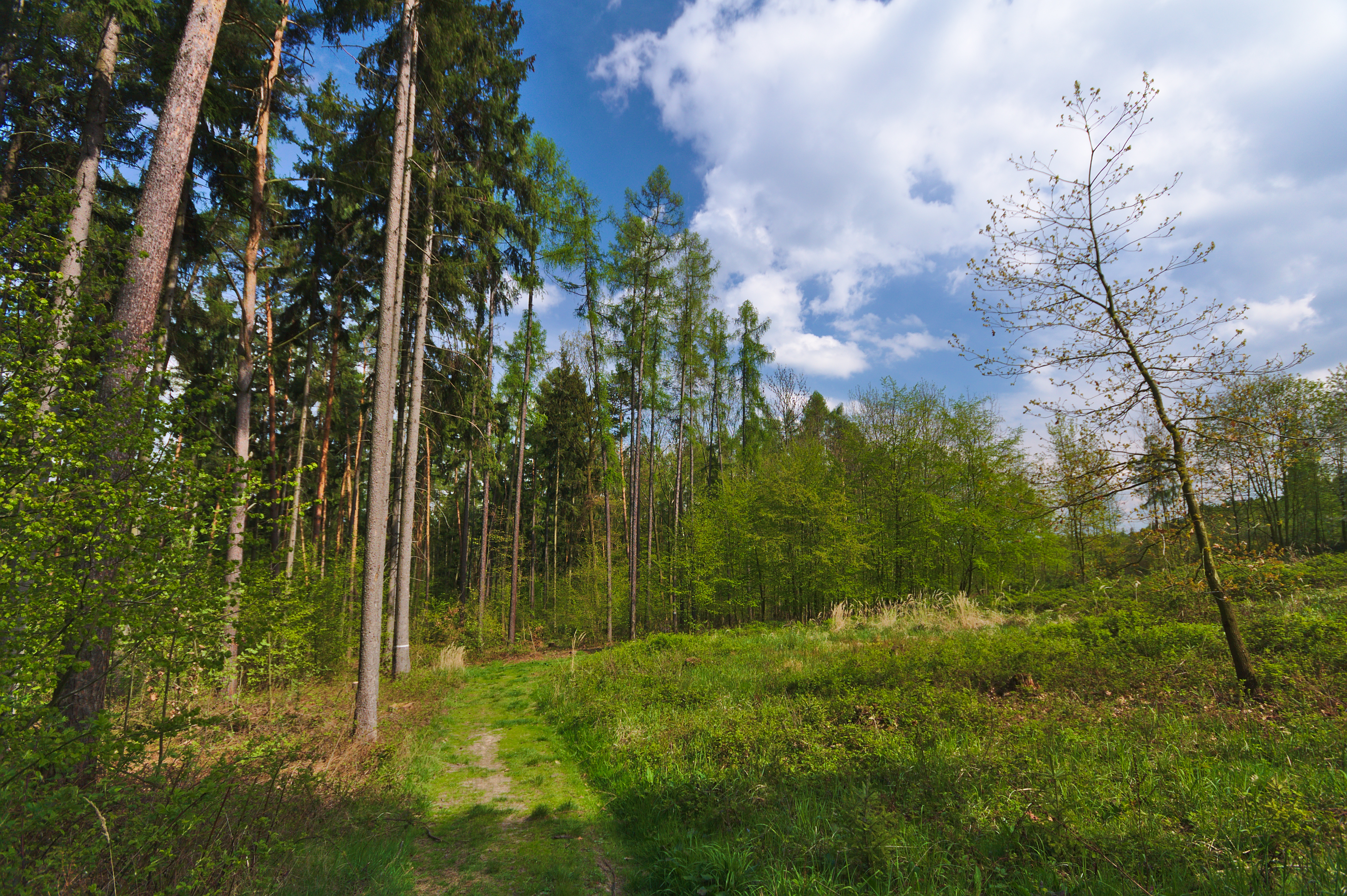
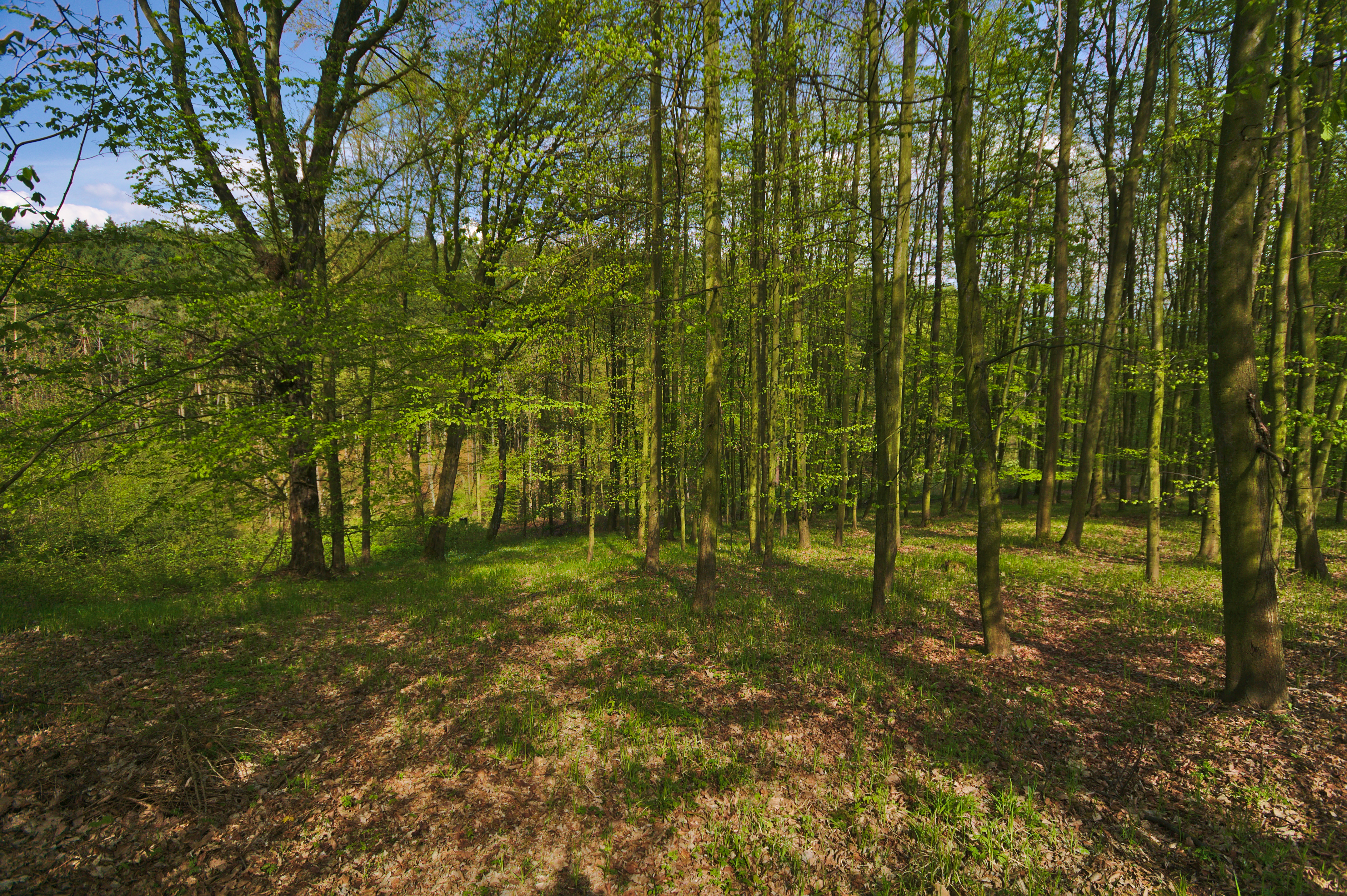
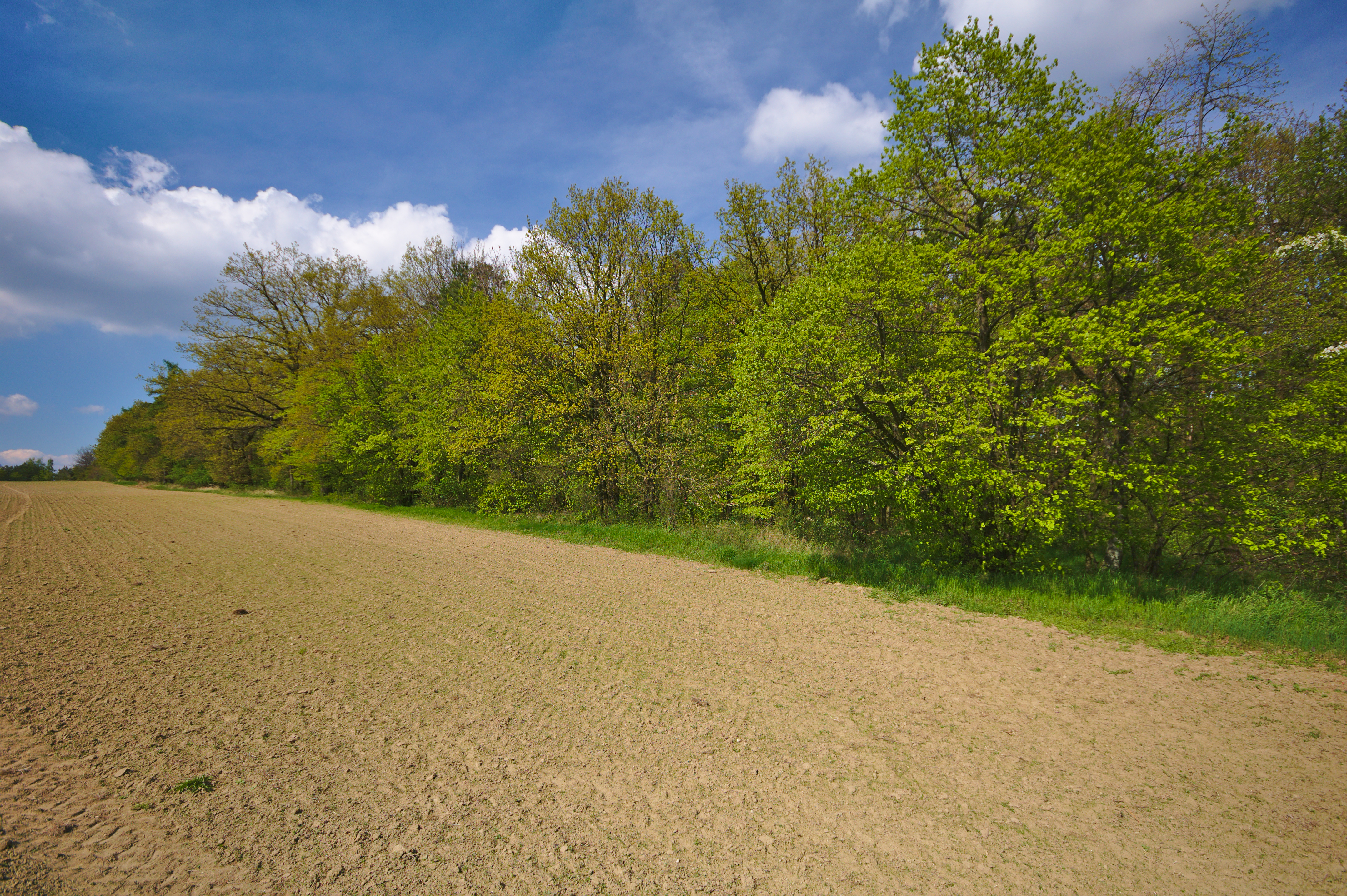